# Te Quise Tanto
„Te Quise Tanto” (în limba română: „Te-am iubit atât de mult”) este un cântec al interpretei mexicane Paulina Rubio. Acesta fost compus de Emilio Estefan pentru cel de-al șaptelea material discografic de studio al artistei, Pau-Latina. „Te Quise Tanto” a fost lansat ca primul disc single al albumului la începutul anului 2004.
În scurt timp piesa a devenit una dintre cele mai cunoscute înregistrări ale cântăreței, devenind și primul single al lui Rubio ce ocupă locul 1 în Billboard Hot Latin Songs.

## Prezența în clasamente
„Te Quise Tanto” a urcat până pe locul 1 în listele muzicale din America și Spania, devenind unul dintre cele mai apreciate cântece ale artistei și cea mai cunoscută melodie de pe albumul Pau-Latina.
Înregistrarea s-a bucurat de succes în țara natală a lui Rubio, Mexic, unde a urcat până pe locul 1. De asemenea, acesta a icupat prima poziție în Argentina, Columbia, Spania și Venezuela. În S.U.A. cântecul a constituit revenirea lui Rubio în primele zece locuri ale clasamentelor ce înregistrează muzica latino, după o absență de doi ani. De asemenea, „Te Quise Tanto” a devenit primul single al Paulinei ce urcă pe locul 1 în Billboard Hot Latin Songs, dar și cel mai cunoscut de pe materialul Pau-Latina.

## Lista cântecelor
Disc single distribuit în Mexic
1. „Te Quise Tanto” (editare radio)
2. „Te Quise Tanto” (versiune originală)

Disc promoțional distribuit în S.U.A.
1. „Te Quise Tanto” (remix DJ Hessler 3AM)
2. „Te Quise Tanto” (remix DJ Hessler 4AM Disco)
3. „Te Quise Tanto” (remix DJ Hessler Trance)
4. „Te Quise Tanto” (remix D'Menace Club Mix)
5. „Te Quise Tanto” (remix Salsa Mix)

## Clasamente
| Clasament (2004)        | Poziția maximă | Referință |
| ----------------------- | -------------- | --------- |
| Argentina Singles Chart | 1              | [ 8 ]     |
| Columbia Singles Chart  | 1              | [ 9 ]     |
| Mexic Singles Chart     | 1              | [ 4 ]     |
| Spain Singles Chart     | 1              | [ 3 ]     |

| Clasament (2004)                 | Poziția maximă | Referință |
| -------------------------------- | -------------- | --------- |
| Billboard Bubbling Under Chart   | 5              | [ 10 ]    |
| Billboard Hot Latin Songs        | 1              | [ 2 ]     |
| Billboard Latin Pop Airplay      | 1              | [ 2 ]     |
| Billboard Latin Tropical Airplay | 3              | [ 2 ]     |